# Богомолки
Богомолките (Mantodea) са разред насекоми и се числят към групата на Крилатите насекоми (Pterygota).

## Описание
Богомолките са родственици с хлебарките (Blattodea). Имат много добър камуфлаж и дълго време могат да стоят неподвижни.
Дължината на тялото на повечето от тях е между 40 и 80 mm. Най-малките богомолки са представителите на род Mantoida от Южна Америка, чийто най-малък вид е Mantoida tenuis – само 12 mm. Най-големите са от род Toxodera и Ischnomantis с почти 160 mm.

## Живот
Богомолките са хищни животни. Повечето, като например Phyllocrania paradoxa и Hymenopus coronatus, са активни през деня. Изчакват дълго време, докато жертвата им се приближи, и я сграбчват със своите пипала. Други видове като Popa spurca, Eremiaphila и Heteronutarsus, които живеят в пустините и полупустините, тичат много бързо, преследват плячката и я заобикалят. Освен насекоми и паяци те могат да заловят скорпиони, малки змии, колибрита и дребни бозайници.

## Разпространение
В Европа се среща само малка част от всички известни видове богомолки, особено - в Централна Европа - където живее само един от тях - европейската богомолка (Mantis religiosa). В европейската част на Средиземно море, освен Mantis religiosa се срещат и видове от родовете Iris, Ameles, Rivetina, Apteromantis, Geomantis, Perlamantis и Empusa (напр. Empusa pennata). Богомолките са разпространени иначе основно в тропиците и субтропиците.

## Културно значение
Praying Mantis Kung Fu или Tang Lang Chuan е един от животинските стилове в Кунг Фу. Базиран е на движенията на богомолките и според легендите е развит от монаха Уанг Ланг през 17. век.

## Класификация
Разредът включва над 2300 - 2400 вида богомолки и около 430 рода, разделени в 15 семейства.
Разред Богомолки
- Семейство Acanthopidae Burmeister, 1838
  - Подсемейство Acanthopinae
  - Подсемейство Acontistinae
  - Подсемейство Stenophyllinae
- Семейство Amorphoscelidae Stål, 1877
  - Подсемейство Amorphoscelinae
  - Подсемейство Paraoxypilinae
  - Подсемейство Perlamantinae
- Семейство †Baissomantidae
- Семейство Chaeteessidae Handlirsch, 1926
  - Подсемейство Chaeteessinae
- Семейство Cretomantidae
- Семейство Empusidae Burmeister, 1838
  - Подсемейство Blepharodinae Beier, 1964
    - Idolomantis diabolica (Saussure, 1869)
    - Blepharopsis mendica (Fabricius, 1775)

  - Подсемейство Empusinae Saussure, 1893
    - Empusa pennata (Thunberg, 1815)
    - Gongylus gongylodes (Linnaeus, 1758)
- Семейство Eremiaphilidae Wood-Mason, 1889
- Семейство Hymenopodidae Chopard, 1949
  - Подсемейство Acromantinae Giglio-Tos, 1919
  - Подсемейство Epaphroditinae
    - Phyllocrania paradoxa (Burmeister, 1838)

  - Подсемейство Hymenopodinae Giglio-Tos, 1919
    - Hymenopus coronatus Olivier, 1792
    - Pseudocreobotra ocellata (Beauvois, 1805)
    - Pseudocreobotra wahlbergii Stål, 1871

  - Подсемейство Oxypilinae
- Семейство Iridopterygidae Ehrmann, 1997
  - Подсемейство Hapalomantinae
  - Подсемейство Iridopteryginae
  - Подсемейство Nanomantinae
  - Подсемейство Tropidomantinae
- Семейство Liturgusidae Ehrmann, 1997
  - Подсемейство Liturgusinae Giglio-Tos, 1919
- Семейство Mantidae Burmeister, 1838
  - Подсемейство Amelinae Giglio-Tos, 1919
    - Ameles spallanziana (Rossi, 1792)

  - Подсемейство Angelinae
  - Подсемейство Antemninae
  - Подсемейство Choeradodinae
  - Подсемейство Chroicopterinae
  - Подсемейство Deroplatyinae Giglio-Tos, 1919
  - Подсемейство Dystactinae
  - Подсемейство Mantinae
    - Mantis religiosa (Linnaeus, 1758)
    - Sphodromantis lineola (Burmeister, 1838)
    - Hierodula membranacea (Burmeister, 1838)
    - Hierodula majuscula (Tindale, 1923)
    - Tenodera sinensis (Saussure, 1871)
    - Rhombodera basalis (De Haan, 1842)

  - Подсемейство Mellierinae
  - Подсемейство Miomantinae
    - Miomantis paykullii (Stål, 1871)

  - Подсемейство Orthoderinae
  - Подсемейство Oxyothespinae
  - Подсемейство Photinainae Giglio-Tos, 1919
  - Подсемейство Phyllotheliinae
  - Подсемейство Schizocephalinae
  - Подсемейство Stagmatopterinae
  - Подсемейство Vatinae Saussure, 1893
    - Popa spurca Stål, 1856
- Семейство Mantoididae Chopard, 1949
  - Подсемейство Mantoidinae
- Семейство Metallyticidae Chopard, 1949
  - Подсемейство Metallyticinae
- Семейство Sibyllidae Roy, 1962
  - Подсемейство Sibyllinae
- Семейство Tarachodidae Ehrmann, 1997
  - Подсемейство Caliridinae
  - Подсемейство Tarachodinae Handlirsch, 1930
- Семейство Thespidae Roy, 1962
  - Подсемейство Haaniinae
  - Подсемейство Hoplocoryphinae
  - Подсемейство Miopteryginae
  - Подсемейство Oligonicinae Giglio-Tos, 1919
  - Подсемейство Pseudomiopteriginae
  - Подсемейство Thespinae
- Семейство Toxoderidae Roy, 1962
  - Подсемейство Toxoderinae